# パトスとエートス
『パトスとエートス』は、Brian the Sunのメジャー1枚目（通算3枚目）のフルアルバム。2017年1月11日にEpic Records Japanから発売された。

## 概要
Brian the Sunメジャー・デビュー後初のフルアルバム。
前作『シュレディンガーの猫』から約1年2か月ぶり、フルアルバムとしては『Brian the Sun』以来、約2年1か月ぶりとなる。
TVアニメ『僕のヒーローアカデミア』EDテーマとなったメジャーデビュー曲「HEROES」や、TVアニメ『甘々と稲妻』エンディングテーマとなった2ndシングル「Maybe」など、全11曲を収録。
通常盤、初回生産限定盤の2形態でリリースされ、初回生産限定盤には2016年6月から7月に行われた全国18本のツアー・ドキュメンタリーと渋谷クアトロでのLIVE映像に加え、VANS 2016 Fall and Winterイメージソングとなった「しゅがーでいず」MVを収録したDVDを付属。
本作の楽曲は、パトスサイド（衝動）とエートスサイド（帰る場所）に分かれている。

## 収録曲
全作詞・作曲：森良太

### CD
1. Impromptu [4:37]
2. Physalia [3:39]
3. パトスとエートス [3:46]
  - TBS系テレビ『SUPER SOCCER』12月・1月エンディングテーマ
4. HEROES [3:01]
  - メジャー1stシングル
  - MBS・TBS系アニメ『僕のヒーローアカデミア』エンディングテーマ
5. Cold Ash [3:15]
6. Maybe [5:29]
  - メジャー2ndシングル
  - UHFアニメ『甘々と稲妻』エンディングテーマ
7. アイロニックスター [4:17]
  - 森良太（Vo./Gt.）が20歳の頃に書いた曲で、“うしろめたさP”名義でボーカロイドの曲としてニコニコ動画に投稿した楽曲。
8. Mitsuhide [3:39]
9. Hi-Lite [4:17]
10. Cloudy #2 [4:16]
  - 自主製作4thシングル「cloudy#2/Hello Goodbye」表題曲。
11. 月の子供 [6:43]
  - 5、6年前、森良太（Vo./Gt.）が21歳の時に書いた曲。修正が出来ないライブ録音で一発録りをした。

### DVD（初回生産限定盤のみ）
1. アレカラ (Live at SHIBUYA CLUB QUATTRO (TOUR 2016 “HEROES")
2. Suitability (Live at SHIBUYA CLUB QUATTRO (TOUR 2016 “HEROES")
3. シュレディンガーの猫 (Live at SHIBUYA CLUB QUATTRO (TOUR 2016 “HEROES")
4. Sunday (Live at SHIBUYA CLUB QUATTRO (TOUR 2016 “HEROES")
5. 神曲 (Live at SHIBUYA CLUB QUATTRO (TOUR 2016 “HEROES")
6. HEROES (Live at SHIBUYA CLUB QUATTRO (TOUR 2016 “HEROES")
7. 白い部屋 (Live at SHIBUYA CLUB QUATTRO (TOUR 2016 “HEROES")
8. 藍色に。 (Live at SHIBUYA CLUB QUATTRO (TOUR 2016 “HEROES")
9. Documentary of 「TOUR 2016 “HEROES"」
10. しゅがーでいず (Music Video)

## 演奏
- 森良太：Vocal, Guitar, Piano, SE 街の音 (#11)
- 白山治輝：Bass
- 小川真司：Guitar
- 田中駿汰：Drums
- KOSEN：Synth Noise (#6),  SE 街の音 (#11)